# 亞納萬卡區

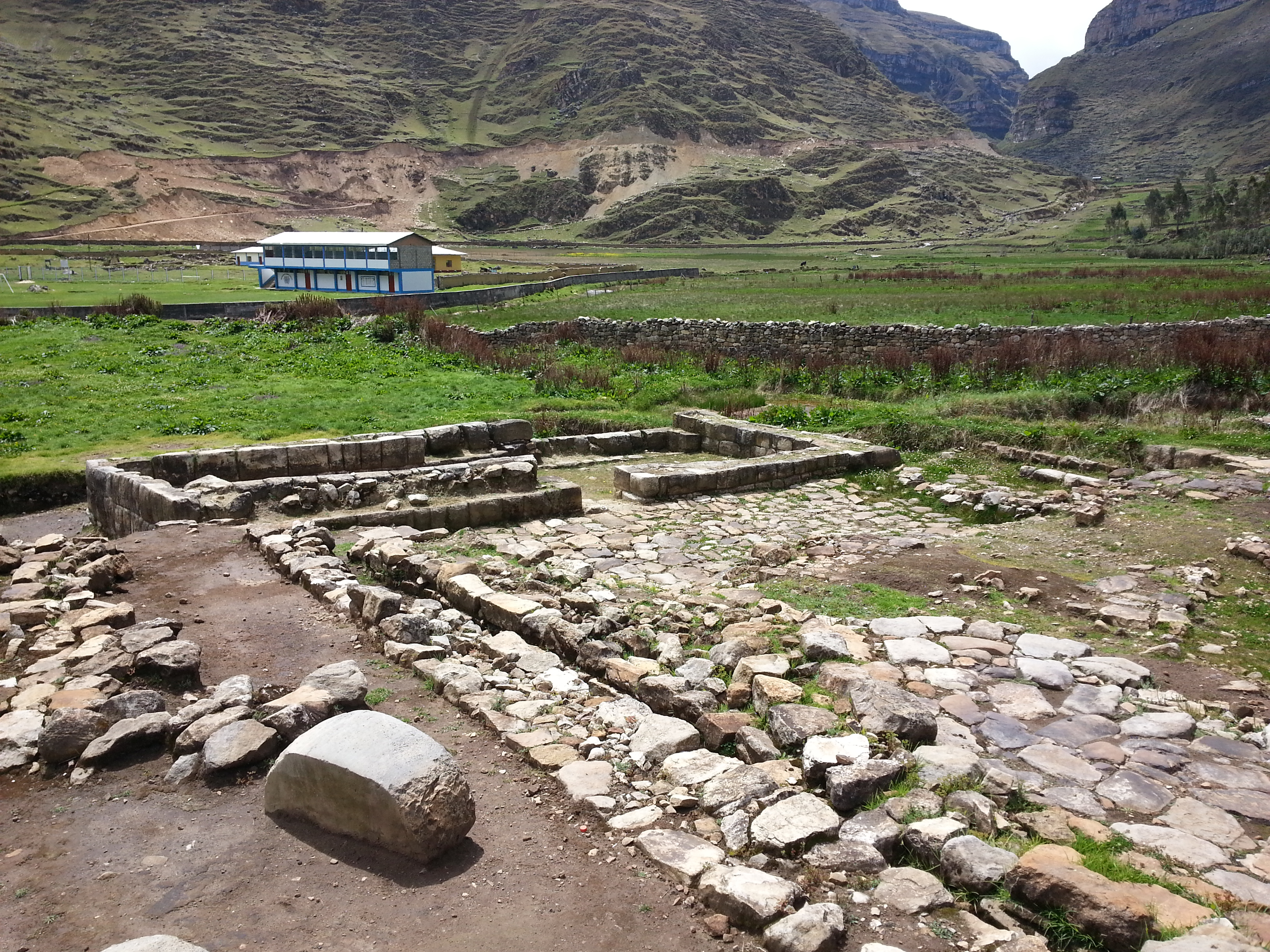

亞納萬卡區（西班牙語：Distrito de Yanahuanca），是秘魯的一個區，位於該國中部帕斯科大區的丹尼爾阿爾西德斯卡里翁省，始建於1944年1月20日，面積923.48平方公里，海拔高度3,184米，人口13,945，人口密度每平方公里15人。